# More Fast Songs About the Apocalypse
More Fast Songs About the Apocalypse è il quattordicesimo album in studio del musicista di musica elettronica statunitense Moby, pubblicato il 14 giugno 2017.
Il disco, accreditato a Moby & The Void Pacific Choir, è stato diffuso in download digitale gratuito, mentre il supporto fisico è stato distribuito dalla Little Idiot e dalla Mute Records.

## Tracce
1. Silence – 3:56
2. A Softer War – 4:29
3. There's Nothing Wrong with the World There's Something Wrong with Me – 3:52
4. Trust – 2:50
5. All the Hurts We Made – 5:06
6. In This Cold Place – 3:57
7. If Only a Correction of All We've Been – 5:25
8. It's So Hard to Say Goodbye – 3:27
9. A Happy Song – 2:49